# سروایور سریز: وارگیمز (۲۰۲۲)
سروایور سریز وار گیمز (به انگلیسی: Survivor Series WarGames) همچنین به زبان ساده تر به عنوان سروایور سریز ، یک رویداد غیر رایگان (Pay-Per-View) در کشتی حرفه‌ای است که توسط کمپانی دبلیودبلیوئی و برای هر دو برند راو و اسمک‌داون تهیه می‌شود و این دوره اش هم در ۲۶ نوامبر ۲۰۲۲ (۵ آذر ۱۴۰۱) در مجموعه ورزشی تی دی گاردن در بوستون ، ایالت ماساچوست برگزار شد. این رویداد سی و ششمین رویداد با نام سروایور سریز بود. برخلاف رویدادهای قبلی سروایور سریز، تم اصلی این رویداد در سال ۲۰۲۲ حول محور مسابقه وار گیمز بود. مسابقه وارگیمز مسابقه ای است که در آن دو تیم چهار یا پنج نفره در قفس پولادی بزرگی که در آن دو رینگ کشتی در کنار هم قرار گرفته اند به رقابت می پردازند.
پنج مسابقه در این رویداد برگزار شد. در مسابقه اصلی این رویداد که از نوع وارگیمز بود، گروه بلادلاین (رومن رینز، سولو سیکوآ، سمی زین، و د اوسوز (جی اوسو و جیمی اوسو)) توانستند براولینگ بروتز (شیمس، ریج هالند و بوچ)، درو مکینتایر و کوین اونز را شکست دهند. 
در مسابقه وارگیمز زنان، تیمِ بیانکا بلر توانست تیمِ بیلی را شکست دهد.  
در دیگر مسابقات مهم این رویداد، آستین تئوری در یک مسابقه سه نفره توانست ست رالینز و بابی لشلی را شکست دهد تا کمربند قهرمانی ایالت متحده را به دست بیاورد. ای جی استایلز نیز در یک مسابقه تک نفره فین بلر را شکست داد. 

## زمینه سازی
سروایور سریز وار گیمز شامل مسابقاتی بین دشمنی‌های موجود، ماجراهای پیش آمده و استوری‌هایی خواهد بود که پیش از این در برنامه‌های را و اسمَک‌دَون پخش شده بود. کشتی‌گیرها با توجه به مسابقات یا سری اتفاقاتی که برایشان رخ می‌دهد و تنش را به حداکثر می‌رساند، نقش منفی یا قهرمان به خود می‌گیرند و در این رویداد به مسابقه و رقابت می‌پردازند.

## نتایج
| #                                                     | مسابقه | نوع مسابقه                                                   | مدت زمان |
| ----------------------------------------------------- | --- | ------------------------------------------------------------ | -------- |
| ۱                                                     | تیم بلر ( بیانکا بلر و آسکا و الکسا بلیس و میا ییم و بکی لینچ) پیروز در مقابل تیم بیلی (دمیج کنترل (بیلی و داکوتا کای و آیو اسکای) و نیکی کراس و ریا ریپلی) | مسابقه وارگیمز زنان                                          | ۳۹:۴۰    |
| ۲                                                     | ای جی استایلز (با همراهی لوک گالوس و کارل اندرسون و میا ییم) پیروز در مقابل فین بلر (با همراهی دیمین پریست و دامینیک میستریو و ریا ریپلی)                   | مسابقه تک نفره                                               | ۱۸:۲۵    |
| ۳                                                     | راندا روزی (c) پیروز در مقابل شاتزی با تسلیم | مسابقه تک نفره برای قهرمانی کمربند زنان اسمکدان دبلیودبلیوئی | ۷:۱۵     |
| ۴                                                     | آستین تئوری پیروز در مقابل ست رالینز (c) و بابی لشلی | مسابقه سه نفره برای قهرمانی کمربند ایالات متحده دبلیودبلیوئی | ۱۴:۵۰    |
| ۵                                                     | بلادلاین (رومن رینز، سولو سیکوآ، سمی زین، و د اوسوز (جی اوسو و جیمی اوسو)) پیروز در مقابل براولینگ بروتز (شیمس، ریج هالند و بوچ)، درو مکینتایر و کوین اونز  | مسابقه وارگیمز مردان                                         | ۳۸:۳۰    |
| - (c) – نشان‌دهنده قهرمان(هایی) است که به میدان می‌روند | |                                                              |          |